# Aethionema heterocarpum
Aethionema heterocarpum är en korsblommig växtart som beskrevs av Jacques Étienne Gay och Ludolph Christian Treviranus. Aethionema heterocarpum ingår i släktet Aethionema och familjen korsblommiga växter. Inga underarter finns listade i Catalogue of Life.